# Finale League Cup 2009
De finale van de League Cup van het seizoen 2008/09 werd gehouden op 1 maart 2009. Manchester United nam het op tegen Tottenham Hotspur. United won het duel na strafschoppen. Doelman Ben Foster stopte de eerste strafschop van Tottenham en werd na afloop verkozen tot "man van de wedstrijd".

## Finale

### Wedstrijd
|                          |                              |              |                        |                                                                        |
| 1 maart 2009 16:00 UTC+1 | Manchester United            | 0 – 0 (n.v.) | Tottenham Hotspur      | Wembley Stadium, Londen Toeschouwers: 88.217 Scheidsrechter: Chris Foy |
| 1 maart 2009 16:00 UTC+1 |                              |              |                        | Wembley Stadium, Londen Toeschouwers: 88.217 Scheidsrechter: Chris Foy |
| 1 maart 2009 16:00 UTC+1 | Strafschoppen                |              |                        | Wembley Stadium, Londen Toeschouwers: 88.217 Scheidsrechter: Chris Foy |
| 1 maart 2009 16:00 UTC+1 | Giggs Tévez Ronaldo Anderson | 4 – 1        | O'Hara Ćorluka Bentley | Wembley Stadium, Londen Toeschouwers: 88.217 Scheidsrechter: Chris Foy |

| Manchester United | Tottenham Hotspur |

| Manchester United: |    |                   |         |
|                    |    |                   |         |
| GK                 | 12 | Ben Foster        |         |
| RB                 | 22 | John O'Shea       | 57' 76' |
| CB                 | 5  | Rio Ferdinand     |         |
| CB                 | 23 | Jonny Evans       |         |
| LB                 | 3  | Patrice Evra      |         |
| RM                 | 7  | Cristiano Ronaldo | 67'     |
| CM                 | 28 | Darron Gibson     | 91'     |
| CM                 | 18 | Paul Scholes      | 108'    |
| LM                 | 17 | Nani              |         |
| CF                 | 19 | Danny Welbeck     | 56'     |
| CF                 | 32 | Carlos Tévez      |         |
| Wisselspelers:     |    |                   |         |
| GK                 | 29 | Tomasz Kuszczak   |         |
| DF                 | 15 | Nemanja Vidić     | 76'     |
| DF                 | 42 | Richard Eckersley |         |
| MF                 | 8  | Anderson          | 56'     |
| MF                 | 11 | Ryan Giggs        | 91'     |
| MF                 | 13 | Park Ji-Sung      |         |
| FW                 | 34 | Rodrigo Possebon  |         |
| Coach:             |    |                   |         |
| Alex Ferguson      |    |                   |         |

| Tottenham Hotspur: |    |                      |      |
|                    |    |                      |      |
| GK                 | 1  | Heurelho Gomes       |      |
| RB                 | 22 | Vedran Ćorluka       |      |
| CB                 | 20 | Michael Dawson       |      |
| CB                 | 26 | Ledley King          |      |
| LB                 | 32 | Benoît Assou-Ekotto  |      |
| RM                 | 7  | Aaron Lennon         | 102' |
| CM                 | 8  | Jermaine Jenas       | 98'  |
| CM                 | 4  | Didier Zokora        |      |
| LM                 | 14 | Luka Modrić          |      |
| CF                 | 10 | Darren Bent          |      |
| CF                 | 9  | Roman Pavljoetsjenko | 65'  |
| Wisselspelers:     |    |                      |      |
| GK                 | 27 | Ben Alnwick          |      |
| DF                 | 3  | Gareth Bale          | 98'  |
| DF                 | 16 | Chris Gunter         |      |
| MF                 | 5  | David Bentley        | 102' |
| MF                 | 6  | Tom Huddlestone      |      |
| MF                 | 19 | Adel Taarabt         |      |
| MF                 | 24 | Jamie O'Hara         | 65'  |
| Coach:             |    |                      |      |
| Harry Redknapp     |    |                      |      |